# Melicertus longistylus
Melicertus longistylus is een tienpotigensoort uit de familie van de Penaeidae. De wetenschappelijke naam van de soort is voor het eerst geldig gepubliceerd in 1943 door Kubo.